# Lena Dürr
Lena Dürr (Monaco di Baviera, 4 agosto 1991) è una sciatrice alpina tedesca, vincitrice della Coppa Europa nel 2010.

## Biografia

### Stagioni 2007-2012
È figlia di Peter e sorella minore di Katharina, a loro volta sciatori alpini di alto livello. Originaria di Germering e attiva in gare FIS dal dicembre del 2006, ha esordito in Coppa Europa il 26 gennaio 2008 a Lenggries, ottenendo il 9º posto in slalom speciale. Meno di un mese dopo, il 15 febbraio, ha disputato la sua prima gara di Coppa del Mondo, lo slalom speciale di Zagabria Sljeme, senza qualificarsi per la seconda manche.
Il 17 dicembre 2008 ha conquistato il primo podio in Coppa Europa piazzandosi 3ª nello slalom speciale disputato a Schruns, mentre il 4 dicembre 2009 ha ottenuto la prima vittoria nel circuito continentale nello slalom gigante di Lillehammer Kvitfjell. Nel febbraio seguente è giunta 2ª nella prova di slalom gigante ai Mondiali juniores del Monte Bianco, vincendo la medaglia d'argento a pari merito con l'italiana Federica Brignone alle spalle della norvegese Mona Løseth. Alla fine della medesima stagione, grazie anche a cinque podi (tra cui due vittorie), si è aggiudicata la Coppa Europa, riportando il titolo in Germania otto anni dopo Maria Riesch. Ha debuttato ai campionati mondiali a Garmisch-Partenkirchen 2011 piazzandosi 18ª nello slalom gigante.

### Stagioni 2013-2025
Il 29 gennaio 2013 ha conquistato la sua prima vittoria, nonché primo podio, in Coppa del Mondo, nello slalom parallelo di Mosca. Il 12 febbraio dello stesso anno ha conquistato la medaglia di bronzo nella gara a squadre ai Mondiali di Schladming, dove si è classificata anche 30ª nel supergigante e 21ª nello slalom speciale e non ha completato lo slalom gigante; ai successivi Mondiali di Vail/Beaver Creek 2015 è stata 13ª nello slalom speciale. Due anni dopo, ai Mondiali di Sankt Moritz 2017, si è classificata 26ª nello slalom gigante, 18ª nello slalom speciale e 9ª nella gara a squadre.
Ai XXIII Giochi olimpici invernali di Pyeongchang 2018, sua prima presenza olimpica, si è classificata 5ª nella gara a squadre e non ha completato lo slalom speciale; l'anno dopo ai Mondiali di Åre 2019 è stata 11ª nello slalom speciale e 4ª nella gara a squadre, mentre a quelli di Cortina d'Ampezzo 2021 ha vinto la medaglia di bronzo nella gara a squadre (partecipando come riserva), si è classificata 14ª nello slalom speciale e non si è qualificata per la finale nello slalom parallelo. L'anno dopo ai XXIV Giochi olimpici invernali di Pechino 2022 ha vinto la medaglia d'argento nella gara a squadre e si è piazzata 4ª nello slalom speciale; ai Mondiali di Courchevel/Méribel 2023 ha vinto la medaglia di bronzo nello slalom speciale ed è stata 6ª nel parallelo e nella gara a squadre. Nella stagione 2023-2024 si è classificata 2ª nella classifica della Coppa del Mondo di slalom speciale, sopravanzata dalla vincitrice Mikaela Shiffrin di 322 punti. Ai Mondiali di Saalbach-Hinterglemm 2025 si è piazzata 9ª nello slalom gigante, 8ª nello slalom speciale, 17ª nella combinata a squadre e 5ª nella gara a squadre.

## Palmarès

### Olimpiadi
- 1 medaglia:
  - 1 argento (gara a squadre a Pechino 2022)

### Mondiali
- 3 medaglie:
  - 3 bronzi (gara a squadre a Schladming 2013; gara a squadre a Cortina d'Ampezzo 2021; slalom speciale a Courchevel/Méribel 2023)

### Mondiali juniores
- 1 argento (slalom gigante a Monte Bianco 2010)

### Coppa del Mondo
- Miglior piazzamento in classifica generale: 13ª nel 2025
- 17 podi (16 in slalom speciale, 1 in slalom parallelo):
  - 2 vittorie (1 in slalom speciale, 1 in slalom parallelo)
  - 7 secondi posti (in slalom speciale)
  - 8 terzi posti (in slalom speciale)

#### Coppa del Mondo - vittorie
| Data            | Località        | Paese     | Specialità |
| --------------- | --------------- | --------- | ---------- |
| 29 gennaio 2013 | Mosca           | Russia    | PR         |
| 29 gennaio 2023 | Špindlerův Mlýn | Rep. Ceca | SL         |

Legenda:

SL = slalom speciale

PR = slalom parallelo

#### Coppa del Mondo - gare a squadre
- 7 podi:
  - 1 vittoria
  - 3 secondi posti
  - 3 terzi posti

### Coppa Europa
- Vincitrice della Coppa Europa nel 2010
- 11 podi:
  - 3 vittorie
  - 4 secondi posti
  - 4 terzi posti

#### Coppa Europa - vittorie
| Data             | Località              | Paese    | Specialità |
| ---------------- | --------------------- | -------- | ---------- |
| 4 dicembre 2009  | Lillehammer Kvitfjell | Norvegia | GS         |
| 25 febbraio 2010 | Soldeu                | Andorra  | GS         |
| 25 gennaio 2021  | Zell am See           | Svizzera | SL         |

Legenda:

GS = slalom gigante

SL = slalom speciale

### Nor-Am Cup
- Miglior piazzamento in classifica generale: 35ª nel 2015
- 3 podi:
  - 2 secondi posti
  - 1 terzo posto

### Australia New Zealand Cup
- Miglior piazzamento in classifica generale: 5ª nel 2019
- Vincitrice della classifica di slalom gigante nel 2019
- 4 podi:
  - 2 vittorie
  - 2 terzi posti

#### Australia New Zealand Cup - vittorie
| Data           | Località     | Paese     | Specialità |
| -------------- | ------------ | --------- | ---------- |
| 20 agosto 2018 | Mount Hotham | Australia | GS         |
| 22 agosto 2018 | Mount Hotham | Australia | GS         |

Legenda:

GS = slalom gigante

### Campionati tedeschi
- 16 medaglie:
  - 10 ori (discesa libera nel 2009; discesa libera, supergigante, supercombinata nel 2012; slalom gigante nel 2015; slalom speciale nel 2016; slalom speciale nel 2019; slalom speciale nel 2023; slalom gigante nel 2024; supergigante nel 2025)
  - 3 argenti (supergigante nel 2009; slalom gigante nel 2010; slalom speciale nel 2021)
  - 3 bronzi (supercombinata nel 2009; slalom speciale nel 2015; slalom speciale nel 2018)